# Tau1 Gruis
τ1 Gruis (hilfsweise auch Tau1 Gruis oder Tau1 Gruis) ist ein Sternensystem im Sternbild Kranich, welches sich in 109 Lichtjahren Entfernung zur Erde befindet und aus einem Stern und mindestens einem Exoplaneten besteht.

## Der Stern
τ1 Gruis hat etwa die 1,25-fache Masse unserer Sonne und ist ein gelb-oranger Zwergstern, dessen Spektralklasse G0-G3 beträgt. Der Durchmesser des Sternes ist etwa zweimal so groß wie derjenige der Sonne und seine Leuchtkraft entspricht etwa dem 4-Fachen der Sonne.

## Der Planet
Der Exoplanet, der den Stern umkreist, wird mit τ1 Gruis b bezeichnet, hat mindestens die 1,23-fache Jupitermasse (andere Quellen sprechen von mindestens 1,49 Jupitermassen) und braucht für einen Umlauf um den Stern über dreieinhalb Jahre.